# Il Sonno (Courbet)
Il Sonno (Le Sommeil, noto anche come Les Dormeuses, Les Deux Amies o Paresse et Luxure) è un dipinto di genere erotico del pittore francese Gustave Courbet; la pittura, un olio su tela, è stata prodotta nel 1866 e raffigura una scena di lesbismo.
Questo quadro è contemporaneo e parallelo ad un altro celebre dipinto erotico di Courbet, L'origine del mondo, che ritrae in un primo piano prospettico i genitali femminili d'una figura sdraiata a gambe divaricate.

## Storia
Originariamente commissionato dal diplomatico turco-egiziano e collezionista d'arte del tardo periodo ottomano Halil Şerif Pascià il quale aveva preso dimora a Parigi a partire dal 1860; egli lo tenne nascosto dietro una tenda verde nella sua stanza da bagno fino a quando non fu costretto a vendere quasi interamente la propria collezione d'arte per ripianare i suoi significativi debiti di gioco.
Com'è accaduto anche per altre opere dell'autore, anche questo dipinto non ha avuto l'autorizzazione a venir mostrato pubblicamente per un lungo periodo di tempo, fino al 1988 difatti non era mai stato esposto in una mostra: quando venne esposto per la prima volta da un rivenditore nel 1882, divenne oggetto di un rapporto di polizia.
Una delle modelle è stata certamente la giovane irlandese Joanna Hiffernan (per molto tempo ritenuta la stessa de "L'origine"), che era in quel periodo l'amante del collega e amico di Courbet, lo statunitense James Abbott McNeill Whistler; la relazione tra i due amanti si concluse, tra l'altro, poco dopo.
Il dipinto ha creato un notevole impatto nell'arte del XIX secolo perché in seguito tutta una serie di artisti, primo fra tutti Henri de Toulouse-Lautrec, vennero fortemente ispirati ed influenzati dal tema della "coppia lesbica": la ripetizione di questo tema nel genere pittorico ha contribuito ad abbassare i tabù concernenti "le donne che amano altre donne".
Solo due anni dopo la sua esecuzione, a seguito della vendita della collezione appartenuta al diplomatico ottomano, divenne proprietà del cantante lirico baritono Jean-Baptiste Faure; nel 1882 entrò in possesso del chirurgo svizzero Auguste Reverdin il quale riuscì ad acquistarlo grazie all'intercessione dello scienziato ginevrino Leon Massol. Nel 1953 entrò nelle collezioni del Petit Palais a seguito dell'acquisizione della galleria di Paul Valloton (originariamente galleria Bernheim-Jeune). A tutt'oggi Il sonno fa parte delle collezioni del museo parigino.

## Descrizione
Il dipinto mostra due donne nude che giacciono addormentate su un grande letto matrimoniale sfatto, strettamente allacciate in un abbraccio erotico, come solitamente tutte le coppie fanno per riposarsi dopo il rapporto sessuale. Una delle due sta in una posizione contorta, sdraiata sulla schiena e con la sua gamba destra appoggiata sopra il fianco dell'altra.
L'ambiente è una camera con vari tessuti ed arredi ornamentali. Sullo sfondo vi è una tenda di velluto blu scuro e nell'angolo a destra un tavolo con un vaso di fiori decorativi. In primo piano un tavolinetto di legno su cui stanno tre oggetti: un flacone colorato, un vaso di cristallo trasparente e una tazza. Fatta eccezione per questi pochi mobili, non vi è nulla nel dipinto che possa distogliere l'attenzione dall'immagine principale costituita dalle due amanti avvinghiate.
Una delle due donne addormentate è bionda, l'altra ha i capelli castani; inoltre il colore della loro pelle è significativamente differente: per accentuare questo contrasto di colore, Courbet ha lavorato sulle curve dei due corpi adagiati. Una collana di perle rotta ed una forcina sparse nel letto provano la natura dell'attività che ha di poco preceduto: la collana si è presumibilmente rotta a seguito della foga dell'atto amoroso. Il dipinto è firmato "G. Courbet .66" in basso a destra.

## Stile
La tela è stata ispirata da una delle poesie a tematica lesbica di Charles Baudelaire: Delphine et Hippolyte, appartenente alla raccolta di versi intitolata I fiori del male (1857). Il sonno è stato interpretato come esempio di realismo in pittura, con i corpi che vengono mostrati nei loro dettagli senza alcuna dissimulazione delle loro eventuali imperfezioni. Secondo una certa critica la visione del tutto è in perfetto stile softcore.